# Електронско издаваштво
Електронско издаваштво (енгл. electronic publishing, e-publishing) је област која се односи на дигиталну публикацију електронских књига, магазина и чланака и развој дигиталних   библиотека и каталога. У научном издаваштву се сматра да се научни часописи убрзано замењују електронским издаваштвом. Такође постаје уобичајена дистрибуција књига, магазина и новина путем таблет уређаја. Истраживање тржишта указује да ће половина циркулације свих магазина и новина бити путем дигиталне дистрибуције до краја 2015. године и да ће се половина свих читања у САД обављати без папира до 2015. Електронско издаваштво је углавном повезано са дистрибуцијом путем Интернета, али постоје и електронске публикације као што су ЦД/ДВД енциклопедије за које интернет није потребан.
Електронско издаваштво је све популарније у делима фикције као и у научним чланцима. Тим путем се читају књиге мање познатих аутора који се сматрају непрофитабилним као и књиге које се не могу наћи у стандардним књижарама.

## Процес електронског издаваштва
Процес електронског издавања сличан је традиционалном издаваштву али се разликује од њега на два начина: 1) он не укључује  коришћење офсет штампе да би се добио коначни производ и 2) избегава дистрибуцију физичког производа. Пошто је производ електронски, може се дистрибуирати електронски или путем електронских продавница. Корисник може да чита објављени садржај на веб-сајту, преко апликације на таблету или у ПДФ формату на компјутеру.
Предност електронског издаваштва је у коришћењу три атрибута дигиталне технологије:  XML тагова којима се одређује садржај,  style sheets којима се дефинише изглед садржаја и метаподатака којима се описује садржај за претраживаче.
Постоје статистички подаци да електронско издаваштво омогућава веће распростирање података. Многи часописи имају своја онлајн издања а многи су у потпуности прешли у електронски облик.

## Академско издаваштво
Након слања чланка редакцији часописа на разматрање, може постојати кашњење у распону од неколико месеци до више од две године пре него што је објављен у часопису, чинећи часописе мање идеалним за ширење тренутног истраживања. У неким областима као што су астрономија и неких делова физике, улога часописа у ширењу најновијих истраживања је углавном замењен предиздаваштвом као што arXiv.org. Међутим, научни часописи и даље играју важну улогу у контроли квалитета и успостављања научних признања. У многим случајевима, електронски материјали придодати архиви предиздаваштва су и даље намењени за евентуално објављивање у рецензијама стручних часописа.
Постоје статистички докази да је електронско издаваштво обезбеђује ширу дистрибуцију броја часописа, задржавајући њихову ревизорски процес, основане електронске верзије, или чак у потпуности прешао на електронску објаву.

## Историја
Пројекат Гутемберг је први започео епоху репродукције књига у електронском облику. Мајкл Харт је покренуо пројекат Гутемберг деведесетих година 20. века. Овај пројекат био је веома успешан захваљујући чињеници да су књиге могли сви лако да „скидају“ без обзира на софтвер и хардвер који поседују. Пројекат Гутемберг је и данас веома популаран јер садржи преко 20 хиљада дела на свим светским језицима, који могу да се бесплатно преузму.
Поред пројекта Гутемберг, постоји још неколико бесплатних електронских извора књига, као што су: дигитална библиотека Персилванијског Универзитета, Електронски текст центар Библотеке Универзитета у Вирџинији и др.

## Предности електронског издаваштва
Постоје многобројне предности електронског издаваштва у односу на традиционално издаваштво. Неке од њих су интерактивност и повратна информација од стране корисника који су сада у могућности да сами мењају и допуњују садржај. Постоји могућност постављања коментара испод текста, међусобна комуникација међу корисницима и шанса да сами аутори дају одговоре на сва питања читалаца.
Овај вид издаваштва у складу је са савременим начелима човека о заштити животне средине. Већа је уштеда папира, самим тим спречава се сеча шума, што је велики преоблем данашњице.
Још један важна предност е-издаваштва је и то што је много јефтиније у односу на традиционалан вид издаваштва. Свим корисницима је садржај доступан на Интернету 24 часа дневно. Такође, аутори могу да ажурирају своје текстове што омугућава брзе измене које су корисницима доступне тренутно. Аутори свакако имају могућност да своја дела штампају и у традиционалној форми када сматрају да је њихов текст комплетиран. 

## Недостаци електронског издаваштва
Многи људи још нису навикнути на електронска издања књига и више воле читање штампаних књига. Писци, такође, морају да воде рачуна и о маркетингу јер нека књига може бити обимна али да буде мало читана јер нико за њу није чуо.

## Примери
Електронске верзије традиционалних медија:
- ЦД-Ром
- E-књига
- Електронски журнал
- Онлајн магазин
- Онлајн новине
- ПДФ

Нови медији:
- Блог
- Апликације за дигиталну публикацију
- Дељење фајлова
- Мобилне апликације
- Подкаст